# Eminem Is Back
Eminem Is Back (englisch für: Eminem ist zurück) ist ein inoffizielles Kompilationsalbum mit Songs des US-amerikanischen Rappers Eminem. Es wurde am 5. März 2004 über das Label Street Dance veröffentlicht und konnte sich, obwohl es lediglich ein Bootleg ist, in den Charts von diversen Ländern platzieren.

## Inhalt
Die Kompilation enthält größtenteils Songs, die bereits in den Jahren zuvor auf verschiedenen Veröffentlichungen anderer Künstler enthalten waren. So stammt der Song Hellbound vom Album Game Over aus dem Jahr 2000. Rock City ist vom gleichnamigen Album von Royce da 5′9″ aus dem Jahr 2002. Rush Ya Clique war auf dem 2000er Album Nightlife der Outsidaz enthalten und Hustlers & Hardcore entstammt Behind the Doors of the 13th Floor (1999). Außerdem sind auf dem Album noch je zwei Versionen der Titel Nuttin' to Do und Scary Movies, sowie die Lieder She's the One, Threesixfive und Macosa enthalten.

## Produktion
Die Beats des Albums wurden unter anderem von Red Spyda, Reef und DJ Spinna produziert.

## Covergestaltung
Das Albumcover ist sepiafarben. Es zeigt Eminem in einem weißen T-Shirt, den Blick leicht nach oben in die Kamera gerichtet.

## Gastbeiträge
Jeder Titel (außer das Instrumentalstück) des Albums entstand in Zusammenarbeit mit anderen Künstlern. So haben in Hellbound die Rapper J-Black und Masta Ace Gastbeiträge. Der Detroiter Royce da 5′9″ ist gleich auf fünf Songs (Nuttin' to Do, She's the One, Scary Movies, Rock City, Nuttin' to Do (Clean Radio Version)) vertreten, während der Rapper Skam lediglich bei Threesixfive zu hören ist. Die Outsidaz treten auf Rush Ya Clique und Macosa in Erscheinung und der Rapper Feel-X hat einen Gastpart beim Track Hustlers & Hardcore.

## Titelliste
| #  | Titel                               | Gastbeiträge          | Länge |
| -- | ----------------------------------- | --------------------- | ----- |
| 1  | Hellbound                           | J-Black und Masta Ace | 3:58  |
| 2  | Nuttin’ to Do                       | Royce da 5′9″         | 4:13  |
| 3  | She’s the One                       | Royce da 5′9″         | 3:40  |
| 4  | Threesixfive                        | Skam                  | 4:38  |
| 5  | Scary Movies                        | Royce da 5′9″         | 3:46  |
| 6  | Rush Ya Clique                      | Outsidaz              | 4:31  |
| 7  | Hustlers & Hardcore                 | Feel-X                | 3:08  |
| 8  | Rock City                           | Royce da 5′9″         | 4:05  |
| 9  | Macosa                              | Outsidaz              | 5:15  |
| 10 | Nuttin’ to Do (Clean Radio Version) | Royce da 5′9″         | 4:13  |
| 11 | Scary Movies (Instrumental)         |                       | 3:41  |

## Chartplatzierungen und Singles
Das Album konnte sich unter anderem in Österreich und der Schweiz in den Charts platzieren. Auch in Norwegen, Schweden und den Niederlanden erreichte es die Top 100.
| ChartsChartplatzierungen | Höchstplatzierung | Wochen |
| ------------------------ | ----------------- | ------ |
| Österreich (Ö3)          | 15 (4 Wo.)        | 4      |
| Schweiz (IFPI)           | 24 (6 Wo.)        | 6      |

Eine direkte Single wurde von der Zusammenstellung nicht ausgekoppelt, jedoch waren mehrere Lieder bereits als Singles anderer Alben in den Charts verschiedener Länder vertreten. So konnte Rock City im Jahr 2002 in Deutschland, Österreich, der Schweiz und den Niederlanden die Top 100 erreichen. Scary Movies war bereits 2001 auf Platz 63 in den Charts des Vereinigten Königreichs vertreten und Hellbound stieg 2002 für eine Woche in der Schweiz und in Frankreich in die Top 100 ein.